# Tullgrenella lunata
Tullgrenella lunata är en spindelart som först beskrevs av Cândido Firmino de Mello-Leitão 1944.  
Tullgrenella lunata ingår i släktet Tullgrenella och familjen hoppspindlar. Inga underarter finns listade i Catalogue of Life.